# 塔米尔·科恩
塔米尔·科恩（希伯来语：תמיר כהן，1984年3月4日—）是以色列足球运动员，司职中场，曾加盟英超球会博尔顿，現時效力國內球會海法馬卡比。他是前特拉维夫马卡比和利物浦球员阿维·科恩（Avi Cohen）的儿子。

## 俱乐部生涯
科恩出身于他父亲的母队特拉维夫马卡比（Maccabi Tel Aviv）青训营。2002年11月，他在以色列足球超级联赛特拉维夫马卡比1比0击败特拉维夫叶胡达（Bnei Yehuda Tel Aviv）的比赛中替补出场，首次参加职业联赛。他的第一个进球是在以色列图图杯2-1击败迪克瓦马卡比（Maccabi Petah Tikva）时打进的致胜入球。2007年1月11日，科恩转会到内坦亚马卡比（Maccabi Netanya）。
2008年1月1日，英超球会博尔顿以3.7万英镑的价格买入科恩。他表现出良好的适应能力并在1月5日在英格兰足总杯博尔顿0-1不敌谢菲尔德联队的比赛中第一次代表博尔顿出场。3月2日，他在锐步球场对阵父亲效力过的利物浦时打进加盟博尔顿后的第一个进球。在2007/08年赛季他为博尔顿出场11次，打进1球。
但大腿受伤却让科恩在此后远离球场长达一年之久，直到2009年4月11日，他才在和切尔西的比赛中替补出场，这是他在2008/09年赛季的第一场英超比赛。
2010年12月高漢的父親在特拉維夫駕駛電單車途中發生意外，頭部重創死亡。2011年4月24日他於對阿仙奴後補上陣射入致勝球後，脫去球衣露出印上父親肖像的T恤以表致敬。2011年夏季高漢不獲保頓續約而被放棄。
2011年8月8日，科恩在拒绝希腊球队帕纳辛奈科斯的邀请后，和以色列球队海法马卡比签约4年。

## 国家队生涯
2007年10月13日，科恩第一次代表以色列国家队出场，对手是克罗地亚。

## 荣誉
- 特拉维夫马卡比
  - 以色列足球超级联赛冠军：2002/03
  - 以色列杯：2005

## 外部連結
- 足球数据库：塔米尔·科恩的球员统计数据